# Zespół Szkół Górniczo-Energetycznych im. Stanisława Staszica w Koninie
Zespół Szkół Górniczo-Energetycznych im. Stanisława Staszica w Koninie – publiczna szkoła ponadpodstawowa w Koninie założona w 1959 roku. W jej skład wchodzą: technikum, liceum ogólnokształcące, liceum profilowane i zasadnicza szkoła zawodowa.

## Historia
W 1959 r. powstała resortowa trzyletnia Zasadnicza Szkoła Górnicza przy Kopalni Węgla Brunatnego w Koninie. Jej dyrektorem został Edward Jędrzejczak, który pełnił swą funkcję przez 35 lat. Placówka miała szkolić kadrę techniczną dla KWB Konin. W 1962 utworzono trzyletnie Technikum Górnicze, a w 1965 pięcioletnie Technikum Górnicze. W 1967 otwarto pierwsze klasy dla dorosłych i pracujących. W 1969 ukończono budowę nowego gmachu szkoły przy ulicy Wyszyńskiego. W 1970 utworzono Zasadniczą Szkołę Zespołu Elektrowni PAK oraz Technikum Energetyczne dla pracujących. Technikum nadano imię Janka Krasickiego. W 1989 szkole nadano nazwę Zespół Szkół Górniczo-Energetycznych. W 1990 utworzono Liceum Ekonomiczne. W 1999 organem prowadzącym szkoły został Urząd Miejski w Koninie. W 2003 roku szkole nadano imię Stanisława Staszica.

## Struktura
W skład Zespołu wchodzą następujące szkoły:
- Technikum
- Liceum ogólnokształcące
- Zasadnicza szkoła zawodowa

## Dyrektorzy szkoły
- Edward Jędrzejczak (1959–1994)
- Karol Dunaj (1994–2005)
- Janusz Kamiński (2005–2021)[3]
- Karol Niemczynowicz (od 2021)[4]

## Absolwenci
- prof. Franciszek Mosiński (ZSG 1963) (TG 1966)
- Tadeusz Piguła
- Andrzej Kostrzewa[1]
- Bronisław Włodarczyk (wieloletni dyrektor i prezes KWB Konin)[potrzebny przypis]